# BMW R47
La BMW R47 è una motocicletta da strada prodotta dalla casa tedesca BMW dal 1927 al 1928.

## Storia del progetto

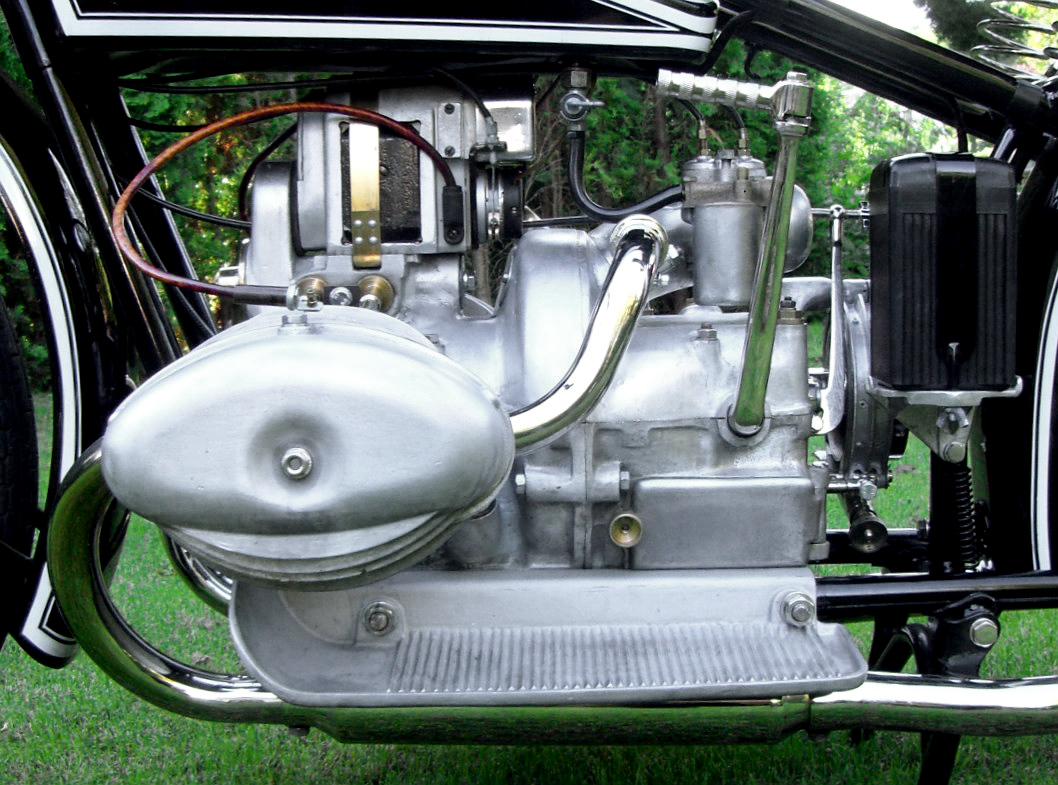
Il motore

Come in precedenza dalla turistica R32 fu realizzato un modello sportivo, la R37, così dalla neonata R42 fu ricavata la R47. La R47 condivideva il telaio con la R42, questo per seguire un principio di modularità che BMW introdusse proprio con questi due modelli. La differenza sostanziale risiedeva nel motore, in particolare sulla R47 si adottò una distribuzione a valvole in testa, che rispetto alle valvole laterali della R42 garantiva migliori prestazioni. Questo, sommato all'aumento del rapporto di compressione da 4,9:1 a 5,8:1, consentiva al propulsore della R47 di erogare 18 CV a 4.000 rpm, sei in più della R42.
La produzione complessiva fu di 1.720 esemplari. 
Fu sostituita dalla R57